# Comercial FC (Ribeirão Preto)
Der Comercial Futebol Clube ist ein brasilianischer Fußballklub aus Ribeirão Preto im Bundesstaat São Paulo.

## Geschichte

### Gründung bis 30er-Jahre
Gegründet wurde der Klub am 10. Oktober 1911 als Commercial Futebol Clube. An dem Tag versammelte sich eine Gruppe von Kaufleuten im Haus von Adaucto de Almeida in der Rua General Osório, Nummer 47, mit dem Ziel, in Ribeirão Preto eine Fußballmannschaft zu gründen. Das Treffen fand nach der Schließung der Geschäfte ab 20:00 Uhr statt und endete am nächsten Tag kurz nach 21:00 Uhr. Die Gründungsurkunde wurde trotzdem auf den 10. datiert, weil die Sitzung an dem Tag begann. Die Gründer waren: Antonio Maniero, Guilherme Nunes, Francisco Arantes, Adauto de Almeida, Timóteo Grota, Alvino Grota, Argemiro de Oliveira, Djalma Machado und Antídio de Almeida, der zum ersten Präsidenten des Klubs gewählt wurde. Bereits im Jahr seiner Bildung entstand das erste Stadion des Klub, das Estádio da Rua Tibiriçá.
Sein erstes Spiel bestritt Commercial am 15. November 1911 gegen den mittlerweile erloschenen Associação Athletico Gymnasial, ebenfalls aus Ribeirão Preto. Das Spiel wurde auf dem Gelände des ebenfalls nicht mehr bestehenden Ribeirão Preto Atlético Clube ausgetragen. Der Auftakt misslang, Commercial gelang das erste Tor, aber Gymnasial siegte mit 3:1.
1913 wurde der Klub von Kaffee–Oligarchen übernommen. Zwei Jahre später trat Commercial erstmals gegen einen Verein aus São Paulo an. In dem Treffen gegen SC Germânia, immerhin einen der besten Klubs aus der Bundeshauptstadt, konnte man sich mit 4:1 durchsetzen.
Die Liga de Foot-Ball do Oeste do Estado, eine kurze Zeit existierende Fußballliga im Landesinneren von São Paulo, organisierte 1917 die Taça Castellões. Der Namensgeber für den Wettbewerb war die Companhia de Grande Manufactura de Fumos e Cigarros Castellões. Dieser stellte eine aus massivem Silber bestehende Trophäe. Neben Commercial nahmen der Palestra Itália EC (Ribeirão Preto), CA Pirassununguense (Pirassununga), AA São João (São João da Boa Vista), União Atlética Casabranquense (Casa Branca), EC Taubaté (Taubaté) und Vertreter der Städte Batatais, Taquaritinga, São Simão, São Carlos, Tambaú, Piracicaba und Franca. Das erste Spiel fand am 8. März gegen Taquaritinga statt und endete 20:0. Mit dem Letzten am 12. Oktober gegen Palestra Itália, ein 4:1–Erfolg, wurde der Titelgewinn besiegelt.
1919 stellte sich der nächste kleine Erfolg ein. Commercial nahm an der Campeonato Paulista Interior einem Turnier mit zwölf Klubs der Associação Paulista de Esportes Atléticos (APEA). Dieses stand zu der Zeit noch in Konkurrenz zur Staatsmeisterschaft von São Paulo, welches im Wesentlichen durch mangelhafte Verkehrsinfrastruktur bedingt war. Der Klub erreichte das Finale, in dem es am 13. April 1919 gegen den EC Taubaté mit 3:1 zwar unterlag, aber die Vizemeisterschaft gewann.
Nach einer Reise auf Einladung durch den Norden und Nordosten Brasiliens in den 1920er-Jahren, erhielt der Klub den Spitznamen Leão do Norte, Löwe des Nordens, nachdem er auf dieser Reise kein Spiel verlor. Die Bilanz der acht Spiele war sieben Siege und ein Unentschieden. Gespielt wurde einer Auswahlmannschaft bestehend aus Spielern des América FC und Santa Cruz FC (1:0), Sport Recife (3:2), Auswahlmannschaft der Liga von Pernambuco (2:2, 5:1), den Santa Cruz FC (1:0), América FC (2:1), Náutico Capibaribe (2:0) sowie einer Auswahlmannschaft aus Salvador (2:1).
1920 erhielt das Stadion seine ersten Tribünen. Es zeichnete sich auch dadurch aus, dass es der erste Fußballplatz in Ribeirão Preto und einer der ersten im Bundesstaat São Paulo war, der Naturrasen erhielt. Die Anlage wurde aufgrund der Beschwerden von Fans geändert, welchen der aufgewirbelte Staub nicht gefiel. Das Stadion in der Rua Tibiriçá wurde am 10. Oktober 1920 auch von Albert I. (Belgien) besucht. Dieser sah hier ein Spiel zwischen dem heimischen Palestra Itália EC und Società Palestra Italia aus São Paulo (1:4).
Am 25. Februar 1923 eröffnete der Klub sein eigenes Trainingszentrum und am 2. März seinen heutigen Hauptsitz in der Rua São Sebastião 37. In dem Jahr kam die Auswahl des Klubs dazu ein Spiel gegen die argentinische Fußballnationalmannschaft zu bestreiten, welches 1:1 endete. Auch noch im selben Jahr spielte Commercial zum ersten Mal gegen eine Mannschaft auf Rio de Janeiro. Am 24. Juni traf er auf den CR Flamengo und verlor mit 1:5.
1927 gab Commercial sein Debüt in der ersten Liga der Staatsmeisterschaft von São Paulo. Damit sie die erste Mannschaft aus der Region Ribeirão Pretos in dieser Spielklasse. Vor Beginn der Staatsmeisterschaft veranstaltete der Turnierkoordinator APEA jedoch immer eine kurze Meisterschaft zwischen den an der Veranstaltung teilnehmenden Vereinen, bekannt als Torneio Início. Bei dieser verlor Commercial am 1. Mai sein Spiel mit 2:5 gegen Palestra Itália (São Paulo) und schied aus. Insgesamt verlief die Meisterschaft enttäuschend für den Klub. Nach der ersten Runde landete man auf dem 13. von 14 Plätzen. Trotzdem durfte Commercial an der Ausgabe von 1928 teilnehmen. Im Torneio Início erspielte sich der Klub ein 2:2 gegen Guarani FC. Das Entscheidungskriterium für einen solchen Fall bestand damals aus der Anzahl der Eckbällen. Hier stand es 2:0 für Guarani. In der Staatsmeisterschaft bestritt der Klub nur seine ersten vier Spiele und brach seine Teilnahme ab, verließ die APEA und wechselte zur Liga dos Amadores de Futebol (LAF). Die LAF war eine Abspaltung der Associação Paulista de Esportes Atléticos (APEA), welche sich 1926 gründete und bereits 1929 wieder eingestellt wurde.
Die Auswirkungen der Weltwirtschaftskrise schwächten den Klub, welcher auf die Gelder der Kaffeeoligarchen angewiesen war, in der Form, dass dieser 1936 seine eigenen Aktivitäten einstellte und sich der Sociedade Recreativa de Ribeirão Preto, Freizeitsportgesellschaft von Ribeirão Preto, anschloss. Im Zuge dessen ging auch das Eigentum am Estádio da Rua Tibiriçá an die SRE über. Da diese die Fußballabteilung nicht mehr weiter betrieb, wurde es geschlossen und 1944 abgerissen.

### Neugründung
Im April 1953 begann eine Initiative den Fußballklub wieder ins Leben zu rufen. Am 8. April 1954 wurde ein Vorstand gewählt, der Rückkehr organisieren sollte. Der Klub sollte künftig Comercial Futebol Clube lauten. Durch eine Fusion mit dem Paineiras Futebol Clube, konnte der Klub deren Stelle und Registrierung bei der Federação Paulista de Futebol einnehmen. Der Klub sollte seine Spiele künftig im Estádio Costa Coelho austragen. Noch im selben Jahr trat der Klub wieder im Profisport an. In der zweiten Liga der Staatsmeisterschaft erreichte der Klub den zweiten Platz. In der Liga blibe Comercial bis 1958. In der Saison wurde die Meisterschaft erreicht und der mit dieser verbundenen Aufstieg in die erste Liga der Staatsmeisterschaft.
1962 erfolgte der Umzug ins neue Stadion Palma Travassos. Die Qualität des damaligen Kaders belegte 1963 die Abstellung von gleich drei Spielern zur Fußballnationalmannschaft Brasiliens. Dieses waren Marco Antônio (sieben Länderspiele), Amuri (zwei Länderspiele) und Piter (ein Länderspiel), oder der Olympionike Antônio Mattar Neto. Der zweifache Fußballweltmeister Garrincha erzielte am 23. März 1972 das letzte Tor seiner Profikarriere in einem Spiel gegen Comercial.
1978 erreichte der Klub erstmals die Teilnahme am Spielbetrieb der obersten nationalen Liga, in dem Jahr die Copa Brasil 1978. Comercial erreichte hier die zweite Runde und wurde 42. bei 74 Teilnehmern. Auch in der Folgesaison 1979 nahm man an der Meisterschaft teil. Durch Entscheidung der brasilianischen Militärregierung wurde das Teilnehmerfeld auf insgesamt 94 Mannschaften angehoben. In dem Turnier war vorgesehen, dass die Teilnehmer des Torneio Rio-São Paulo 1979, welche dann aber abgesagt worden war, das Feld in der zweiten Runde ergänzen sollten. Dieses traf auch auf Comercial zu. Die Klubs hatten eine direkte Zulassung für die zweite Runde. In dieser traf die Mannschaft in der Gruppe O auf sieben Gegner und wurde zweiter. Die dritte Runde gegen vier Gegner wurde als Dritter abgeschlossen. In der Gesamttabelle erreichte der Klub den 14. Platz. Dieses ist bis heute die letzte Teilnahme an der höchsten Spielklasse (Stand 2023). In den Jahren darauf konnte Comercial noch in der zweiten Liga spielen. Bei der Taça de Prata 1980 wurde der sechste von 64 Plätzen erreicht und bei der Taça de Prata 1981 der 32. von 48.
1986 musste Comercial aus der ersten Liga der Staatsmeisterschaft absteigen, nachdem er nur den vorletzten Platz belegte. Der Absturz sorgte auch für eine finanzielle Krise bei dem Klub. 2001 lag der Klub am Ende der Saison sogar auf einem Abstiegsplatz in die dritte Liga. Der Abstieg konnte man nur entgehen, weil die Austragung des Torneio Rio-São Paulo 2002 dieses verhinderte. Bis 2009 konnte der Klub die Klasse halten, dann wurde ein Abstieg unvermeidlich. Spätestens seit seinem Abstieg 2009 war der Klub wirtschaftlich angeschlagen. Die Klubführung versuchte sich dadurch zu helfen, dass sie Vermögenswerte des Klubs veräußerte. Der Einstieg des Unternehmens Lacerda Sports verhinderte schlimmeres. Im Jahr darauf ereilte Comercial das Glück für den Wiederaufstieg. Er erreichte in der Finalrunde den dritten Platz. Dieser hätte nicht für den Aufstieg ausgereicht. Der Votoraty FC hatte eine Beurlaubung vom Spielbetrieb beantragt und Comercial erhielt deren Spielberechtigung für die zweite Liga der Staatsmeisterschaft 2011. Dem Klub gelang der Durchmarsch in die erste Liga durch die Erreichung des vierten Platzes.
Im Juni/Juli 2011 reiste Comercial erstmal auf eine Tournee nach Europa. Hier bestritt man Spiele gegen Klubs aus Österreich, Russland und Rumänien, von denen drei gewonnen werden konnten. Im Oktober des Jahres ging der Verein dann eine Kooperation mit Wacker Innsbruck ein. Über Lacerda Sports wurde 2012 eine Partnerschaft mit dem Olé Brasil FC unterzeichnet, dem dritten in Ribeirão Preto gegründeten Verein, der zur vierten Liga von São Paulo gehörte. Im Rahmen der Vereinbarung wurden alle Basiskategorien von Olé gemeinsam mit Comercial verwaltet. In der Staatsmeisterschaft konnte wieder die Klasse nicht gehalten werden. 2012 gelangen in den 19 Spielen nur drei Siege und drei Unentschieden. Comercial wurde Letzter und stieg wieder ab. Die Auf- und Abstiege gingen in der Folge weiter. 2014 war Comercial wieder in der ersten Liga, 2015 in der Zweiten und 2016 in der Dritten.
Zwischenzeitlich war 2015 die Zusammenarbeit mit Lacerda Sports beendet worden. Im Nachhinein wurde bekannt, dass unter der Leitung des Unternehmens massive Schulden angehäuft worden sind. Allein die Steuerschulden betrugen über drei Millionen Real. In der Saison 2018 spielte Comercial in der vierten Liga, kehrte zu 2019 in die dritte zurück und schaffte für 2023 die Rückkehr in die zweite Liga. Hier konnte der Klub die Klasse nicht halten. In der Série A2 2024 belegte man nur den letzten Platz und musste wieder in die dritte Liga der Staatsmeisterschaft 2025 absteigen. In dieser schloss, wieder als Tabellenletzter, der Abstieg in die vierte Liga für 2026 an.

## Weitere Sportarten
Basketball
Zwischen 2015 und 2017 unterhielt Comercial eine Basketballmannschaft, um seine Marke zu stärken. Das Team nahm an kommunalen und regionalen Meisterschaften teil.
Im Jahr 2018 gründete Comercial in Zusammenarbeit mit der Associação de Amigos Deficientes (ADAD), Verein der Behindertenfreunde, ein Basketballteam.
Futsal
Von 2018 bis 2019 betrieb der Klub in Zusammenarbeit mit Futsal Ribeirão eine Futsalabteilung. Am 3. November 2019 veranstaltete Comercial Futsal sein erstes internationales Spiel in seiner Geschichte und besiegte die kubanische Futsalnationalmannschaft mit 6:1. Anfang des Jahres 2020 beendete Futsal Ribeirão die Zusammenarbeit mit Comercial.
Seit 2019 bietet Comercial Futsal-Aktivitäten für Menschen mit Down-Syndrom.

## Erfolge
- Taça Castellões: 1917
- Campeonato Paulista Interior – Vizemeister: 1919
- Staatsmeisterschaft von São Paulo Zweite Liga: 1958